# Tachymenis chilensis
Tachymenis chilensis är en ormart som beskrevs av Schlegel 1837. Tachymenis chilensis ingår i släktet Tachymenis och familjen snokar. IUCN kategoriserar arten globalt som livskraftig.
Arten förekommer i Chile. Den lever även på ön Chiloe. I bergstrakter når Tachymenis chilensis 2800 meter över havet. Habitatet utgörs av gräsmarker och jordbruksmark. Ormen är dagaktiv och den jagar grodor samt ödlor.

## Underarter
Arten delas in i följande underarter:
- T. c. chilensis
- T. c. coronellina